# ایرینا چوزینوا
ایرینا چوزینوا (انگلیسی: Iryna Chuzhynova؛ زادهٔ ۷ اوت ۱۹۷۲) دوچرخه‌سوار اهل اوکراین است. وی همچنین از دوچرخه‌سواران بازی‌های المپیک تابستانی ۲۰۰۴ بوده است.